# مرسدس-بنز کلاس-اس‌ال
مرسدس-بنز کلاس-اس‌ال (انگلیسی: Mercedes-Benz SL-Class) خودروی موتور جلو-محور عقب در کلاس اسپورت است، که در مدل‌های ۲-در کوپه و رودستر، از سال ۱۹۵۴ تاکنون توسط مرسدس بنز طراحی و توسط شرکت دایملر آ گ عرضه می‌شود.
در نسل آخر(R232) این مدل برای اولین بار در تاریخ این خودرو، موتور 4 سیلندر هایبرید توربو (M139) به کار گرفته شده است.